# Gay Rights Working Party
Gay Rights Working Party ist der Name einer britischen Partei, die von 1976 bis 1986 im Stadtrat von London aktiv war.
Die GRWP (der vollständige Name: Greater London Council’s Gay Rights Working Party) ist eine politische Partei, die 1976 im Vereinigten Königreich gegründet wurde. Sie war im Stadtrat von London vertreten. Die Partei hatte es sich als Aufgabe gesetzt, die Rechte von Schwulen und Lesben zu schützen und die Öffentlichkeit auf ihre Probleme aufmerksam zu machen. Die Gründung der Partei war zu damaliger Zeit ein sehr gewagtes Unternehmen und wurde von der Öffentlichkeit sehr skeptisch aufgenommen. Ein Slogan der Partei war „Wir wollen die Welt verändern“. 1986 wurde die Partei aufgelöst, weil die Mitglieder ihre Aufgaben als gelöst betrachteten.
Die Partei überwachte die Probleme der Schwulen und Lesben in London. Besondere Aufmerksamkeit schenkten die Mitglieder der Partei der Diskriminierung von Homosexuellen am Arbeitsplatz und durch die Polizei. Im Jahr 1981 hat die Partei eine Gruppe von Aktivisten gebildet (Gay London Police Monitoring Group), die die Verletzung der Rechte von Schwulen und Lesben verhindern wollte. Als Höhepunkt der Tätigkeit dieser Partei kann man den Bericht „Veränderung der Welt: die Londoner Charta über Rechte der Schwulen und Lesben“ (Changing the world: a London charter for gay and lesbian rights) betrachten.
Die Partei wurde vom Gründer der holländischen Partei Partij voor Naastenliefde, Vrijheid en Diversiteit erwähnt. Er meinte, dass seine Partei in den Niederlanden genau so viel erreichen wird, wie die Gay Rights Working Party in London.